# Хаммерас, Ральф
Ральф Хаммерас (англ. Ralph Hammeras, 24 марта 1894 — 3 февраля 1970) — американский художник-постановщик спецэффектов и оператор.
Родился в Миннеаполисе, штат Миннесота. Трижды выдвигался на премию «Оскар»: в номинации инжиниринг-эффекты в 1929 году, когда номинация не связана с конкретным фильмом, в номинации за лучшие визуальные эффекты в фильме «Глубокие воды» в 1949 году, и в номинации за лучшую работу художника-постановщика в картине «Представьте себе» в 1931 году. Скончался в Лос-Анджелесе в 1970 году в возрасте 75 лет.